# Kyle Rankin
Kyle Rankin (* 13. September 1972 in Danbury, Connecticut) ist ein US-amerikanischer Filmregisseur, Drehbuchautor und Filmschauspieler.

## Leben und Wirken
Rankin studierte an der Universität von Maine in Orono. Mit 23 Jahren drehte er, gemeinsam mit zwei Freunden, Shayne Worcester und Efram Potelle, seinen ersten Film, Reindeer Games. Nach Absagen von verschiedenen Filmfestivals wurde der Film nicht öffentlich aufgeführt und wurde mehrere Jahre später als The Girl in the Basement als Direct-to-DVD veröffentlicht. Im Jahr 2003 war Rankin Teilnehmer der zweiten Staffel von Project Greenlight, eine Dokumentarfernsehserie, die junge Filmemacher bei der Produktion ihres ersten Films begleitet, im Rahmen dieser Teilnahme führte er gemeinsam mit Efram Potelle Regie für Die Schlacht von Shaker Highs. Für den 2009 erschienen, in Bulgarien gedrehten, Film Infestation – Nur ein toter Käfer ist ein guter Käfer, führe Rakin Regie und schrieb das Drehbuch. 2014 sammelte Rankin und der Produzent Michael Cassidy auf dem Crowdfundingportal Kickstarter Mittel für ihren nächsten Film, der so finanzierte Film Night of the Living Deb erschien im darauffolgenden Jahr.

## Filmografie (Auswahl)

### Als Regisseur und Drehbuchautor
- 1996: Reindeer Games (später veröffentlicht als The Girl in the Basement)
- 1999: Pennyweight (Kurzfilm)
- 2002: They Came to Attack Us (Kurzfilm)
- 2003: Die Schlachten von Shaker Heights (The Battle of Shaker Rights, nur Regie)
- 2009: Infestation – Nur ein toter Käfer ist ein guter Käfer (Infestation)
- 2012: Nuclear Family
- 2015: Night of the Living Deb
- 2018: The Witch Files
- 2020: Run Hide Fight

### Als Schauspieler
- 1996: Reindeer Games (später erneut veröffentlicht als The Girl in the Basement)
- 1999: Pennyweight (Kurzfilm)
- 2002: They Came to Attack Us (Kurzfilm)
- 2008: Turbo Dates (Fernsehserie, Folge 1.02)
- 2012: The Polterguys
- 2015: The Specialist (Kurzfilm)

## Auszeichnungen (Auswahl)
Nashville Film Festival 1999
- Preisträger in der Kategorie Bester Kurzfilm für Pennyweight

Slamdance Film Festival 2002
- Preisträger des Publikumspreis für They Came to Attack us

Neuchâtel International Fantastic Film Festival 2009
- Special Mention für Infestation – Nur ein toter Käfer ist ein guter Käfer